# 圣厄拉利多尔特
圣厄拉利多尔特（法語：Sainte-Eulalie-d'Olt，法語發音：[sɛ̃t ølali dɔlt]，意为“奥尔特河的圣厄拉利”）是法国阿韦龙省的一个市镇，属于罗德兹区。

## 地理
圣厄拉利多尔特（44°27'52"N, 2°56'44"E）面积17.48 平方千米，位于法国奧克西塔尼大區阿韦龙省，该省份为法国南部内陆省份，位于法國中央高原南部，北起顺时针与康塔爾省、洛泽尔省、加尔省、埃罗省、塔恩省、塔恩-加龙省和洛特省接壤。
与圣厄拉利多尔特接壤的市镇（或旧市镇、城区）包括：卡斯泰尔诺-德芒达耶、拉苏、皮埃尔菲什、普拉德多布拉克、圣热涅多尔特-多布拉克。
圣厄拉利多尔特的时区为UTC+01:00、UTC+02:00（夏令时）。

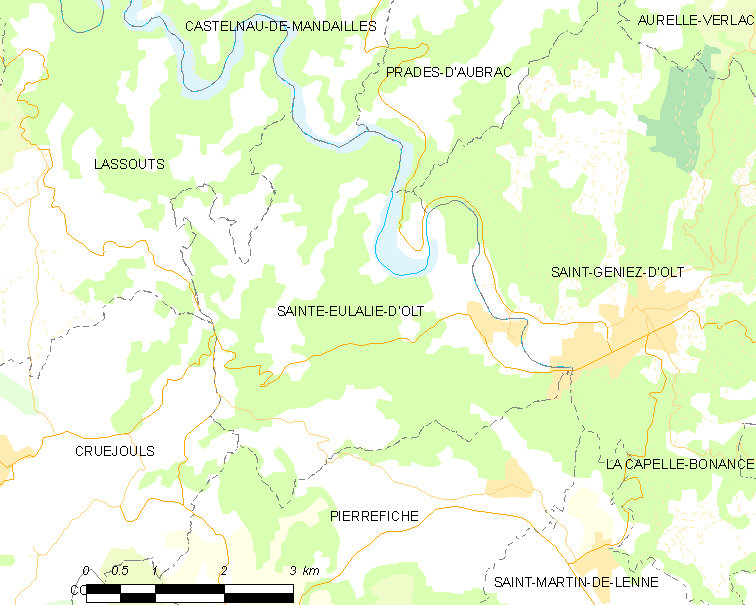
圣厄拉利多尔特的OSM定位图

## 行政
圣厄拉利多尔特的邮政编码为12130，INSEE市镇编码为12219。

## 政治
圣厄拉利多尔特所属的省级选区为洛特-帕朗日县。

## 人口

1962-2008年间圣厄拉利多尔特人口变化图示

圣厄拉利多尔特于2022年1月1日时的人口数量为371人。